# Wolfgang Adler
Wolfgang Adler (* 27. Mai 1959 in Merzig) ist ein deutscher Prähistoriker.

## Werdegang
Das Studium und das daran anschließende Promotionsstudium (1980–1989) der Vor- und Frühgeschichte an der Universität des Saarlandes und das Studium (1983/1984) der Vor- und Frühgeschichte an der Universität München schloss Adler 1990 mit der Promotion bei Rolf Hachmann ab. Von 1989 bis 1996 war er wissenschaftlicher Mitarbeiter beim DFG-Projekt Tell Kāmid el-Lōz (Rolf Hachmann). Von 1996 bis 2001 war er wissenschaftlicher Assistent am Institut für Vor- und Frühgeschichte der Universität Gießen. Nach der Habilitation 2001 an der Justus-Liebig-Universität Gießen wurde er 2001 zum Privatdozenten in Gießen ernannt. Von 2001 bis 2003 vertrat er kommissarisch die Professur für Vor- und Frühgeschichte der Justus Liebig-Universität Gießen. Seit 2004 war er Bodendenkmalpfleger am Landesdenkmalamt Saarland und Vertreter des Saarlandes im Verband der Landesarchäologen. 2025 wurde Adler pensioniert, sein Nachfolger wurde Simon Matzerath. 2010 wurde er zum außerplanmäßigen Professor der Universität des Saarlandes ernannt.
Seine Forschungsschwerpunkte sind jüngere Vorrömische Eisenzeit und Römische Kaiserzeit in Mittel- und Nordeuropa, Vor- und Frühgeschichte des Saar-Mosel-Raumes, Forschungsgeschichte der prähistorischen Archäologie und archäologische Denkmalpflege in Theorie und Praxis.

## Werke (Auswahl)
- Studien zur germanischen Bewaffnung. Waffenmitgabe und Kampfesweise im Niederelbegebiet und im übrigen Freien Germanien um Christi Geburt (= Saarbrücker Beiträge zur Altertumskunde. Band 58). Habelt, Bonn 1993, ISBN 3-7749-2624-7 (zugleich Dissertation, Saarbrücken 1989).
- Das Schatzhaus im Palastbereich. Die Befunde des Königsgrabes (= Bericht über die Ergebnisse der Ausgrabungen in Kāmid el-Lōz. Band 11) (= Saarbrücker Beiträge zur Altertumskunde. Band 47). Habelt, Bonn 1994, ISBN 3-7749-2421-X.
- mit Silvia Penner: Die spätbronzezeitlichen Palastanlagen (= Bericht über die Ergebnisse der Ausgrabungen in Kāmid el-Lōz. Band 18) (= Saarbrücker Beiträge zur Altertumskunde. Band 62). Habelt, Bonn 2001, ISBN 3-7749-3070-8.
- Der Halsring von Männern und Göttern. Schriftquellen, bildliche Darstellungen und Halsringfunde aus West-, Mittel- und Nordeuropa zwischen Hallstatt- und Völkerwanderungszeit (= Saarbrücker Beiträge zur Altertumskunde. Band 78). Habelt, Bonn 2003, ISBN 3-7749-3216-6 (zugleich Habilitationsschrift, Gießen 2001).